# Das Mighty Walter Kollektiv
Das Mighty Walter Kollektiv, ehemals Kommando Walter, ist eine Ska-, Reggae- und Punkband aus Süddeutschland. 

## Geschichte
Die Band wurde 2017 in Ulm unter dem Namen Kommando Walter gegründet und hatte zunächst Auftritte in der süddeutschen Festival- und Clubszene. Ein stilprägender Wandel, personelle Veränderungen sowie eine stärkere kollektive Ausrichtung führten 2025 zur Umbenennung in Das Mighty Walter Kollektiv.
Im Laufe der Jahre spielte die Gruppe u. a. auf dem Sunrise Reggae and Ska Festival (2023, 2025), dem Afrika-Karibik-Fest Wassertrüdingen (2019, 2023), dem Biberttalfestival (2024), beim Sommer am Kiez in Augsburg (2022) und auf dem Soundfeld Festival (2024). 2024 trat die Band auch beim Reggae in Wulf Festival auf und war Finalist beim  Warsteiner Band Contest für Rock am Ring.
Als Support-Act stand Das Mighty Walter Kollektiv u.  a. mit Che Sudaka, Russkaja, Distemper und Die Kassierer auf der Bühne.
Zu den musikalischen Featurings zählen u. a. Perfect Giddimani (Jamaika) sowie Rizia von der italienischen Band Talco.

## Stil
Das Mighty Walter Kollektiv beschreibt seinen Stil als bunt, groovy, funny – Party mit Haltung. Die Band mischt klassischen Ska und Reggae mit Elementen aus Punk, Weltmusik und Dub.

## Engagement
Die Band ist regelmäßig Teil der Konzertreihe Bands gegen Rechts in Ulm und positioniert sich in ihren Texten wie auf der Bühne deutlich gegen Rassismus, Ausgrenzung und rechte Hetze.

## Diskografie
- 2019: Eins
- 2023: Zwo